# Antybiotykoterapia
Antybiotykoterapia – termin medyczny, określający stosowanie antybiotyków w procesie leczniczym. 
Wprowadzenie antybiotyków do terapii zostało zapoczątkowane w 1928, gdy Alexander Fleming odkrył penicylinę. Do leczenia została ona jednak dopiero wprowadzona w I połowie lat czterdziestych XX wieku. W 1943 opublikowano pierwsze badania kliniczne z zastosowaniem penicyliny w leczeniu zakażeń. Kolejnym krokiem milowym rozwoju antybiotykoterapii było odkrycie pleśni Cephalosporium acremonium w 1945, który jest prekursorem cefalosporyn. Pleśń ta została odkryta przez Giuseppe Brotzu, który zauważył, że nie występują zachorowania na infekcje przewodu pokarmowego, pomimo że ścieki z Cagliari (Sardynia) są zrzucane bezpośrednio do morza.
Antybiotykoterapia jest leczeniem przyczynowym, to znaczy, że prowadzi do wyleczenia organizmu, poprzez wyeliminowanie przyczyny choroby. Jest możliwe poprzez bezpośrednie zabicie drobnoustroju (działanie bakteriobójcze) lub poprzez uniemożliwienie jego rozwoju (działanie bakteriostatyczne)
W antybiotykoterapii obowiązują następujące zasady:
- leczenie empiryczne - w przypadkach zakażeń zagrażających życiu istnieje konieczność bezzwłocznego podania leków. W takich sytuacjach, gdy nie ma możliwości zastosowania najskuteczniejszej terapii celowanej, wówczas stosuje się te antybiotyki, które zgodnie z aktualną wiedzą medyczną są aktywne wobec danego rodzaju drobnoustroju. Jednocześnie przed podaniem pierwszej dawki antybiotyku, konieczne jest zabezpieczenie materiału umożliwiającego identyfikację patogenu. Jeśli nie zna się przyczyny zakażenia, stosowane są leki aktywne wobec drobnoustrojów będących najbardziej prawdopodobną (np. najczęstszą) przyczyną danego schorzenia.
- leczenie celowane oznacza dobór leku na podstawie określenia rodzaju patogenu (posiew) i jego lekowrażliwości (antybiogram).
- leczenie deeskalacyjne. W przypadku leczenia empirycznego muszą być stosowane antybiotyki o szerokim spektrum działania. Jeśli jednak zostanie poznana lekowrażliwość danego patogenu, konieczne jest zastąpienie dotychczasowego leku, antybiotykiem aktywnym wobec patogenu o możliwie najwęższym spektrum bakteriobójczym, czyli wdrożenie leczenia celowanego.
- leczenie sekwencyjne - jeśli w początkowym okresie procesu leczniczego zastosowano antybiotyk w postaci pozajelitowej, po uzyskaniu poprawy stanu chorego, wdraża się leczenie drogą doustną. Zasada ta nie obowiązuje w przypadkach leczenia:
  - zapalenia wsierdzia
  - zakażeń nerwowego
    - ropień mózgu
    - zapalenie opon mózgowo-rdzeniowych

  - zakażeń w obrębie gałki ocznej
- leczenie skojarzone - w zdecydowanej większości zakażeń wystarczające i zalecane jest leczenie pojedynczym lekiem czyli tak zwana monoterapia. W niektórych jednak przypadkach zakażeń, skojarzenie dwóch lub większej ilości antybiotyków, ma na celu zwiększenie szans na wyleczenia oraz zmniejszenia ryzyka powstania szczepów lekoopornych
  - tak zwana terapia potrójna w eradykacji Helicobacter pylori
  - leczenie gruźlicy trzema lekami
  - poszerzenie spektrum bakteriobójczego w przypadkach terapii empirycznej
  - mieszane zakażenia bakteriami tlenowymi i beztlenowymi
  - wykorzystanie synergizmu działania leków
  - zmniejszenie ryzyka toksyczności leków, dzięki możliwości zastosowania mniejszych dawek w skojarzeniu, niż w przypadku zastosowania pojedynczego leku (monoterapii).